# Kirgistan na letnich igrzyskach olimpijskich
Kirgistan wystartował we wszystkich letnich IO od igrzysk w Atlancie w 1996. Reprezentowany był przez 110 sportowców (85 mężczyzn i 25 kobiety).

## Klasyfikacja medalowa
| Igrzyska             | Złoto | Srebro | Brąz | Razem |
| -------------------- | ----- | ------ | ---- | ----- |
| 1996, Atlanta        | 0     | 0      | 0    | 0     |
| 2000, Sydney         | 0     | 0      | 1    | 1     |
| 2004, Ateny          | 0     | 0      | 0    | 0     |
| 2008, Pekin          | 0     | 1      | 1    | 2     |
| 2012, Londyn         | 0     | 0      | 0    | 0     |
| 2016, Rio de Janeiro | 0     | 0      | 0    | 0     |
| 2020, Tokio          | 0     | 2      | 1    | 3     |
| Razem                | 0     | 3      | 3    | 6     |

### Według dyscyplin
| Dyscyplina | Złoto | Srebro | Brąz | Razem |
| ---------- | ----- | ------ | ---- | ----- |
| Zapasy     | -     | 3      | 2    | 5     |
| Judo       | -     | -      | 1    | 1     |
| Razem      | 0     | 3      | 3    | 6     |